# Frank Buxton
Frank Buxton (Wellesley, 13 febbraio 1930 – Bainbridge Island, 2 gennaio 2018) è stato un regista e sceneggiatore statunitense.

## Biografia
Nato a Wellesley, in Massachusetts, e cresciuto a Larchmont (New York), si è laureato all'Università Northwestern e all'Università di Syracuse. Dopo il servizio militare, durante il quale ha partecipato alla guerra di Corea, ha lavorato in televisione locale come produttore-regista a Buffalo, New York e Chicago per poi iniziare la sua carriera artistica che lo ha reso celebre.
I suoi primi lavori accreditati sono quelli svolti per la serie di documentari Discovery della rete ABC dal 1962 al 1968. Muore il 2 gennaio 2018 a Bainbridge Island per problemi cardiaci, mentre esercitava ancora l'attività di artista.

## Filmografia

### Produttore
- Hot Dog - serie TV (1970)
- La strana coppia (The Odd Couple) - serie TV, 7 episodi (1973)

### Regista
- Hot Dog - serie TV (1970)
- Love, American Style - serie TV, episodio 4x12 (1972)
- La strana coppia (The Odd Couple) - serie TV, 9 episodi (1973-1975)
- Happy Days - serie TV, episodi 2x11-2x19-3x24 (1974-1976)
- Mork & Mindy - serie TV, 4 episodi (1981)

### Sceneggiatore
- Che fai, rubi? (What's Up, Tiger Lily?), regia di Woody Allen e Senkichi Taniguchi (1966)
- Love, American Style - serie TV, episodio 4x5 (1972)
- The Bob Newhart Show - serie TV, episodio 1x19 (1973)
- La strana coppia (The Odd Couple) - serie TV, 5 episodi (1972-1975)
- Happy Days - serie TV, episodi 1x5-2x23-3x8 (1974-1975)
- Giorno per giorno (One Day at a Time) - serie TV, episodio 1x11 (1976)